# 東京都市サービス
東京都市サービス株式会社（とうきょうとしサービス）は、地域熱供給事業者。蓄熱式ヒートポンプシステムを取り入れた地域熱供給などの事業を行っている。
1987年（昭和62年）9月9日に、電力業界を母体とする初の地域熱供給会社として設立された。
2012年5月22日、伊藤忠エネクス株式会社が発行済株式総数の66.6%を東京電力株式会社から取得。伊藤忠エネクスグループの一員となった。